# Kaukasien

Administrative Karte Kaukasiens von 1957 bis 1991

Kaukasien ist ein vielfach gegliedertes Gebirgsland auf dem Territorium Russlands, Georgiens, Aserbaidschans, Armeniens und der Türkei. Es liegt zwischen dem Schwarzen Meer im Westen, dem Kaspischen Meer im Osten, der Manytschniederung und im Süden reicht es bis zum Kars-Ardahan-Plateau (Nordost-Türkei).
Der Begriff ist vom Kaukasus-Gebirge abgeleitet, das das gesamte Gebiet prägt. Historisch lagen dort die antiken Länder Kolchis, Lazika, Iberia, Armenien und Albania. Die russische Militärverwaltung im Kaukasusgebiet wurde zum Vizekönigreich Kaukasien erweitert, dessen Grenzen auch auf den geografischen Begriff übertragen wurden.
Die Länder des Südkaukasus werden aus historischen und kulturellen Gründen oft als Teil Europas gesehen, obwohl sie geographisch üblicherweise zu Asien gerechnet werden.
Das Gebiet ist reich an Bodenschätzen wie Steinkohle, Erdöl, Erdgas, Eisen-, Mangan-, Kupfer-, Blei- und Zinkerz, Baustoffe und Mineralquellen. Es besitzt große hydroenergetische Reserven, Erholungs- und Touristenzentren. Zur Zeit der Sowjetunion bildete Kaukasien ökonomisch den Nordkaukasischen und den Transkaukasischen Wirtschaftsbezirk.
Der Kaukasus wird aufgrund seiner Sprachvielfalt auch Berg der Sprachen genannt (arabisch: Dschabal al-alsun).

## Geschichte
Die an den Peripherien der Türkei, Irans und Russlands gelegene Region ist seit Jahrhunderten eine Arena für politische, militärische, religiöse und kulturelle Rivalitäten und Expansionismus und damit langanhaltender Konflikte. Der westliche Südkaukasus (Kolchis, Lasika, Imeretien) an der Schwarzmeerküste wurde im Laufe der Geschichte am häufigsten aus Südwesten, aus Kleinasien und über das Schwarze Meer dominiert und kulturell beeinflusst – erst durch Griechische Kolonisation, dann durch das Römische Reich, Byzantinische Reich und schließlich das Osmanische Reich. Im Laufe seiner Geschichte wurde der östliche Südkaukasus (Albania, Arrān, Schirwan, Aserbaidschan (Iran)) bis zum Beginn des 19. Jahrhunderts häufig kulturell in die iranische Welt eingegliedert, obwohl iranische Sprachen selten gesprochen werden. Anfang des 19. Jahrhunderts eroberte das Russische Kaiserreich dieses Gebiet vom kadscharischen Iran. Dazwischen liegen historisch vorwiegend armenisch (aber nicht nur) dominierte Regionen am Bogen des Kleinen Kaukasus bis ins Armenische Hochland / Ostanatolien am Übergang nach Kleinasien und auch Ostgeorgien (Iberien, Kartlien, Kachetien), die Einflüsse von beiden Seiten, öfter aber aus Iran erhielten.
Geringere Einflüsse von außen hatte die zerklüftete Region des Großen Kaukasus, besonders der Nordkaukasus, teilweise auch die Südhänge, weshalb diese Region linguistisch, ethnisch-national und kulturell am stärksten fragmentiert ist. Hier gab es zwar zeitweilige Eroberungsversuche nördlicher Steppenvölker (Skythen, Alanen, Chasaren, Kiptschaken, tataro-mongolische Goldene Horde), die meiste Zeit behaupteten die autochthonen „Bergvölker“ aber ihre Unabhängigkeit. Auch im Südkaukasus entstanden trotz aller Vielfalt, besonders in den Bergregionen, und äußeren Einflüssen und Rivalitäten mit Georgien, Armenien und Aserbaidschan drei Länder, die nicht nur aus geografischen Gründen, sondern auch aus historisch gewachsenen Gründen eigener dominierender Religion, Kultur und dominierender Sprache Teilregionen von Kaukasien bilden.
Mit der russischen Eroberung (ca. 1774–1878) und der russisch-sowjetischen Herrschaft bildeten sich zumindest oberflächliche kulturelle Gemeinsamkeiten (gemeinsame Tänze oder Trachten) und ökonomische Verflechtungen, die es (obwohl nicht alle bis in die Gegenwart erhalten) erlauben, Kaukasien nicht nur aus geografischen Gründen als Großregion zwischen Europa und Asien zusammenzufassen.

## Energie und Bodenschätze
Kaukasien hat viele wirtschaftlich wichtige Mineralien und Energieressourcen, wie Gold, Silber, Kupfer, Eisenerz, Wolfram, Zink, Mangan, Erdöl, Erdgas und Kohle (sowohl Steinkohle, als auch Braunkohle).